# Clare Hollingworth
Clare Hollingworth, OBE (10 de Outubro de 1911 – 10 de Janeiro de 2017) foi uma jornalista e escritora inglesa. Foi a primeira correspondente de guerra a relatar a eclosão da Segunda Guerra Mundial, descrita como o "furo do século". Em 1939, na qualidade de repórter do Daily Telegraph, viajando da Polónia para a Alemanha, viu e relatou as forças alemãs enfileiradas na fronteira com a Polónia; três dias depois, foi a primeira a relatar a invasão alemã da Polónia.
Em 1982, Hollingworth foi agraciada por Isabel II com uma OBE por "serviços ao jornalismo". Tinha 105 anos quando morreu.

## Primeiros anos
Hollingworth nasceu em 1911, em Knighton, um subúrbio a sul de Leicester, filha de Daisy e Albert Hollingworth. Durante a Primeira Grande Guerra, o seu pai assumiu a administração da fábrica de calçado paterna, e a família mudou-se para uma fazenda perto de Shepshed. Desde cedo mostrou interesse em se tornar escritora, apesar da oposição da mãe, e seu interesse pela guerra foi estimulado por visitas aos locais de batalhas históricas na Grã-Bretanha e em França, acompanhada pelo pai. Após deixar a escola, frequentou uma faculdade de ciências domésticas em Leicester, de que não gostou.

## Pré-guerra
Hollingworth ficou noiva do filho de uma família local conhecida da sua, mas em vez de casar, foi trabalhar como secretária do organizador da League of Nations Union (LNU) no Worcestershire. Ganhou então uma bolsa de estudos para a UCL School of Slavonic and East European Studies, em Londres, sendo posteriormente admitida na Universidade de Zagreb para estudar croata.
Hollingworth começou a escrever artigos como freelancer para o New Statesman. Em Junho de 1939, foi seleccionada para lutar pelo assento parlamentar de Melton para o Partido Trabalhista nas eleições gerais, previstas ocorrer pelo final de 1940, que acabariam sendo suspensas devido ao início da guerra.
Após o Acordo de Munique de 1938, com a incorporação dos Sudetas germanófilos na Alemanha, foi para Varsóvia trabalhar com refugiados checos. Entre Março e Julho de 1939, ajudou a resgatar milhares de pessoas das forças nazis fornecendo vistos britânicos. Essa experiência levou a que fosse contratada em Agosto de 1939 por Arthur Wilson, editor do The Daily Telegraph. Em 2014, numa entrevista ao The Telegraph, explicou que "era muito nova na altura, e que a sua missão era simplesmente cuidar dos refugiados, dos surdos e dos mudos. A guerra limitou-se a surgir enquanto ela ali estava."

## II Guerra Mundial
Hollingworth havia começado a trabalhar como jornalista do Daily Telegraph há menos de uma semana, quando foi enviada ao sul da Polónia para reportar sobre o agravamento das tensões na Europa. Encontrando as fronteiras fechadas, e o acesso limitado aos veículos do corpo diplomático, conseguiu convencer o Cônsul Geral Britânico em Katowice, John Anthony Thwaites, a lhe emprestar o seu carro com motorista para uma missão de apuramento de factos na zona ocupada pela Alemanha. A 28 de Agosto, enquanto conduziam ao longo da fronteira germano–polaca, Hollingworth observou uma enorme acumulação de tropas alemãs, tanques e carros blindados, de frente para a Polónia, quando as telas de camuflagem que os escondiam foram perturbadas pelo vento. No dia seguinte, a sua reportagem com o título “1000 tanques reunidos na fronteira da Polónia”, contava como a artilharia alemã estava preparada para invadir aquele país a qualquer momento, foi o tema principal da primeira página do Daily Telegraph.
A 1 de Setembro, Hollingworth contactou a embaixada britânica em Varsóvia, para informar sobre a invasão alemã da Polónia. De modo a conseguir convencer os cépticos funcionários da embaixada, Hollingworth segurou o telefone fora da janela do quarto, para capturar os sons das forças alemãs. O relato ocular de Hollingworth foi o primeiro relatório que o Ministério dos Negócios Estrangeiros britânico recebeu sobre a invasão da Polónia.
Hollingworth continuou a relatar a situação na Polónia e, em 1940, trabalhando então para o Daily Express, foi para Bucareste, onde reportou a abdicação forçada de Carol II, e a agitação que se seguiu. Os seus relatórios telefónicos ignoravam as regras da censura, e diz-se que certa vez conseguiu evitar ser presa ao despir-se. Em 1941, foi para o Egito, tendo posteriormente reportado a partir da Turquia, Grécia e Cairo. Os seus esforços foram dificultados pelo facto das mulheres correspondentes de guerra não receberem uma acreditação formal. Após a tomada de Trípoli pelo Marechal-de-Campo Bernard Montgomery, em 1943, foi-lhe ordenado que voltasse ao Cairo. Desejando permanecer na linha da frente, passou a cobrir as forças do general Eisenhower em Argel, escrevendo para o Chicago Daily News. Posteriormente, reportou a partir da Palestina, Iraque e Pérsia, tornou-se a primeira jornalista a entrevistar o Xá da Pérsia.

## Carreira posterior
Durante as décadas do pós-guerra, Hollingworth reportou sobre os conflitos na Palestina, Argélia, China, Áden e Vietname. De acordo com a BBC, embora Hollingworth não fosse a sua primeira correspondente de guerra do sexo feminino, "a profundidade da sua visão técnica, táctica e estratégico, colocava-a em posição de destaque". O New York Times descreveu-a como "a indiscutível grande senhora dos correspondentes de guerra". Acumulou uma experiência considerável em tecnologia militar e, após um treinamento como piloto durante a década de 1940, tornou-se particularmente conhecedora de aeronaves.
Imediatamente após a guerra, começou a trabalhar para o The Economist e o The Observer. Em 1946, Hollingworth e o marido, Geoffrey Hoare, estavam no local do  Atentado do Hotel King David, em Jerusalém, que matou 91 pessoas. Posteriormente, diz-se que se recusava a apertar a mão do líder do Irgun, e mais tarde primeiro-ministro israelita, Menachem Begin, devido ao seu papel ao ordenar o atentado. Em 1950, havia mudado da sua base no Cairo para Paris, trabalhando para o The Guardian. Começou a visitar a Argélia, desenvolvendo contactos com Frente de Libertação Nacional argelina. No início da década de 1960, reportou sobre a Guerra da Argélia.
No início de 1963, ainda trabalhando para o Guardian, encontrava-se em Beirute quando começou a investigar Kim Philby, um correspondente do Observer, descobrindo que havia partido para Odessa num navio soviético. O editor do Guardian, Alastair Hetherington, temendo uma acção judicial, segurou a história da deserção de Philby durante três meses, acabando por publicar a reportagem detalhada de Hollingworth a 27 de Abril de 1963. A sua deserção foi posteriormente confirmada pelo governo. Foi nomeada correspondente de defesa do Guardian em 1963, sendo a primeira mulher com esse papel.
Em 1967, deixou o Guardian, começando a contribuir novamente para o Telegraph. O seu desejo de trabalhar em zonas de conflito, em vez de cobrir a política externa governamental, encorajou a mudança. Foi enviada para o Vietname em 1967 para cobrir a Guerra do Vietname, sendo uma das primeiras pessoas a prever que a guerra terminaria num empate. As suas reportagens distinguiram-se também pela atenção que tinha com as opiniões dos civis vietnamitas.
Em 1973, tornou-se correspondente do Telegraph na China, a primeira desde a formação da República Popular da China em 1949. Conheceu Zhou Enlai, e a esposa de Mao Tsé-Tung, Jiang Qing. Foi a primeira pessoa a entrevistar o Xá da Pérsia; o jornalista John Simpson comentou que Hollingworth "era a única pessoa com quem o Xá queria falar". Em 1981, aposentou-se, mudando-se para Hong Kong, passando também algum tempo na Grã-Bretanha, França e China. Observou os protestos da Praça Tiananmen de 1989 a partir de uma varanda do hotel.

## Vida pessoal
Hollingworth casou-se duas vezes. A primeira em 1936, com Vandeleur Robinson, organizador regional da League of Nations Union (LNU) no sudeste de Inglaterra, mas o casamento terminou durante a guerra. Divorciaram-se em 1951, e no mesmo ano Hollingworth casou-se com Geoffrey Hoare, correspondente do The Times no Médio Oriente. Hoare morreu em 1965.
Após 1981, Hollingworth viveu em Hong Kong. Era uma frequentadora quase diária do  Foreign Correspondents' Club, onde era embaixadora da boa vontade honorária. Em 1990, publicou suas memórias com o título Front Line. Em 2006, Hollingworth processou o seu gestor financeiro, e confrade do Correspondents' Club, Thomas Edward Juson, também conhecido como Ted Thomas, pelo desvio de cerca de 300,000 dólares da sua conta bancária. Embora Juson defendesse as suas acções como investimentos, em 2007 concordou em reembolsar o dinheiro. No final de 2016, ainda não o havia reembolsado totalmente. O sobrinho-neto de Hollingworth, Patrick Garrett, publicou uma biografia sua em 2016, chamada Of Fortunes and War: Clare Hollingworth, First of the Female War Correspondents.
A 10 de Janeiro de 2017, Hollingworth foi encontrada sem reacção no seu apartamento da Central, em Hong Kong, sendo confirmada a morte pouco depois no Ruttonjee Hospital; Tinha então 105 anos.

## Prêmios e homenagens
Em 1962, Hollingworth ganhou o prémio de Mulher Jornalista do Ano, pelo seu trabalho de reportagem na guerra civil na Argélia (Hannen Swaffer Awards, EUA). Em 1994, ganhou o Prémio de Jornalismo James Cameron. Em 1999, recebeu o prémio de carreira, do programa de televisão britânico What the Papers Say. Em 1982, tornou-se Oficial da Ordem do Império Britânico por serviços ao jornalismo.
A 10 de Outubro de 2017, o Google mostrou um doodle dedicado a Clara Hollingworth, pelo seu 106º aniversário.